# (216242) 2006 VK14
2006 في كي 14 (ويعرف أيضًا باسم (216242) 2006 في كي 14 وفق تسمية الكوكب الصغير) (بالإنجليزية: 2006 VK14)‏ هو كويكب ضمن حزام الكويكبات؛ وترتيبه 216242 من حيث الاكتشاف.
اكتُشف هذا الجُرم الفلكي بواسطة جيمس ويتني يونغ في 15 نوفمبر 2006.

## وصلات خارجية
- (216242) 2006 VK14 في قاعدة بيانات مختبر الدفع النفاث لأجرام النظام الشمسي الصغيرة

- الاكتشاف · مخطط المدار ·  العناصر المدارية · المعلمات المادية

- (216242) 2006 VK14 على موقع ويكي سكاي: DSS2, SDSS, GALEX, IRAS, Hydrogen α, X-Ray, Astrophoto, Sky Map, Articles and images